# 코민테른
공산주의 인터내셔널(러시아어: Коммунистический интернационал, 중국어 정체자: 共產國際, 영어: Communist International), 약칭 코민테른(러시아어: Коминте́рн, 영어: Comintern) 또는 제3인터내셔널(러시아어: третий интернационал, 영어: Third International) 또는 국제공산당(중국어 정체자: 國際共産黨)은 1919년 3월 소련 공산당의 혁명가들이 설립하여, 이 조직의 지도자였던 이오시프 스탈린에 의해 1943년 5월에 코민포름으로 대체되었다. 코민테른의 목표는 "무장 군대를 포함한 모든 가능한 수단으로, 완전한 국가 소멸이라는 과도적 단계로 이행함으로써, 전세계 자산계급의 전복 및 세계적 소비에트 공화국의 건립을 위하여"투쟁하는 것이다.
코민테른에 가입하기 위해 공산당은 21개 조항을 준수해야 했다. 이는 다음의 것들을 포함했다: (1) 공산주의 선전과 동요 활동을 하고 대중 앞의 프롤레타리아 독재의 이상을 떠받친다. (2)중책을 맡은 개량주의자들과 중도주의적 의견의 지지자들을 당에서 제거하는 것 (3)체제전복 임무를 위한 혁명(합법적인 것을 포함하여) 조직을 창립한다.
그리고리 지노비예프는 코민테른의 의장으로 선출되어, 그가 레프 트로츠키를 지지하여 이오시프 스탈린이 그를 해임할 때까지 7년간 의장직을 수행했다. 그레고리 지노비예프의 해임 이후 니콜라이 부하린이 그 자리를 대신하였으나 그 역시도 기회주의적 모습을 보이면서 해임되었고, 이오시프 스탈린이 1928년에 공산주의 혁명가이자 소련 공산당의 서기장(General Secretary)으로서 코민테른의 지도자가 되었다.

## 역사
러시아에서 일어난 10월 혁명이 승리한 이후 여러 나라들에서 창건된 공산당들이 아직 장성하는 공산주의 혁명을 독자적으로 지도할 만큼 충분히 준비되어 있지 못했던 조건하에, 각국 공산당과 공산주의 혁명을 통일적으로 지도할 수 있는 국제적인 조직체가 요구되었다. 코민테른은 이러한 요구를 반영하여 창건되었다.
1914년 11월 사회배외주의로 굴러떨어진 제2인터내셔널과의 결렬을 선포한 블라디미르 레닌은 러시아 사회민주노동당 간부들의 대표회의(1918년 1월 페트로그라드), 각국 공산당 내의 좌익 조직들의 대표회의(1919년 1월 모스크바)를 소집하고 코민테른 창건문제를 토의하였으며 창건될 코민테른의 목적, 전략전술, 조직원칙들을 정하였다.
1919년 3월 2일부터 3월 6일 사이 블라디미르 레닌과 소련 공산당의 지도하에 모스크바에서 30개 나라의 35개 공산당 및 공산주의 단체에서 온 52명의 대표들이 참가한 가운데 코민테른 창건대회가 개최되었다. 이후 1차 코민테른 대회에서 코민테른의 창건을 선포하고 코민테른의 혁명론을 심의, 채택하였다.

## 창립 목적과 조직
코민테른의 목적은 각국 공산당간 사이의 연계를 강화하고 공산당들의 활동을 통일적으로 지도함으로써 혁명을 통해 자본주의 체제를 전복하고 프롤레타리아 독재를 달성하여 공산주의 국가를 건설하는 것이었다. 코민테른의 규약은 레닌주의의 당생활원칙에 근거하여 코민테른의 기구와 지도기관들의 기능을 규정하였다. 코민테른의 최고기관은 코민테른 대회이고 대회와 대회사이의 지도기관은 집행위원회이며, 당의 일상사업은 집행위원회가 선거한 상무위원회가 지도하였다. 매개 나라에는 일국일당의 원칙에 따라 코민테른 지부를 두었다. 이러한 코민테른의 원칙에 따라 조선의 공산주의 계열 독립운동가들 중 만주에서 활동한 이들은 중국 공산당에 입당하여 활동하였다. 코민테른은 창건되어 해산될 때까지 7차례의 대회를 가졌으며, 제7차 대회에서는 계급투쟁 노선에 반파시즘-반제국주의 투쟁을 추가하였다. 이러한 노선변화는 조선의 공산주의자들이 공산주의 성격의 독립운동가로 활동할 수 있는 이념의 기반을 마련해주었다.

## 같이 보기
- 코민포름
- 마르크스-레닌주의
- 볼셰비키
- 소련 공산당
- 게오르기 디미트로프
- 인민전선
- 만국의 노동자여, 단결하라!
- 인터내셔널가
- 중화소비에트공화국